# Andrew Tang
Andrew Tang (Naperville, 29 novembre 1999) è uno scacchista statunitense.
Ha ottenuto il titolo di Grande Maestro nel 2018. 
In agosto 2014 ha vinto con 7,5/ 9 il North American Junior Chess Championship in Canada, ottenendo il titolo di Maestro Internazionale. Nel 2019 ha partecipato al Campionato statunitense juniores (under-21), classificandosi al 4º posto (vinse Awonder Liang).
In gennaio 2020 ha partecipato all'open di Charlotte (vinto dal MI Brandon Jacobson), classificandosi 2º-4º con i GM Cemil Can Ali Marandi e Akshat Chandra.
È noto per essere molto forte nel gioco bullet (un minuto o meno per terminare la partita). Al luglio 2021, ha vinto quattro volte il torneo bullet "Titled Arena" su Lichess.
Ha raggiunto il suo massimo rating FIDE in aprile 2020, con 2538 punti Elo.